# Heteronyx pygmaeus
Heteronyx pygmaeus är en skalbaggsart som beskrevs av Blackburn 1910. Heteronyx pygmaeus ingår i släktet Heteronyx och familjen Melolonthidae. Inga underarter finns listade i Catalogue of Life.